# Mercedes-Benz PU106A Hybrid
Mercedes-Benz PU106A Hybrid ist die Bezeichnung der ersten Ausbaustufe eines Rennmotors (auch engl. Power Unit) des Herstellers Mercedes AMG High Performance Powertrains für die Hybrid-Ära der Formel 1, der in der Saison 2014 eingesetzt wurde. Spätere Ausbaustufen wurden je Saison verschieden bezeichnet, beruhten jedoch auf dem gleichen Grundkonzept. Dieser Artikel behandelt den Rennmotor mitsamt der verschiedenen Ausbaustufen. Das Triebwerk wurde unter der Leitung des Geschäftsführers von Mercedes AMG HPP, Andy Cowell, sowie des damaligen Technischen Direktors des Mercedes-Werksteams, Bob Bell, konstruiert. Die Entwicklung hatte bereits mit Bekanntgabe der neuen Regeln Mitte 2011 begonnen und soll noch vor dem ersten Einsatz auf der Rennstrecke geschätzte 100 Millionen £ an Entwicklungskosten verschlungen haben.
2014 wurden mit dem Motor im Mercedes F1 W05 Hybrid sowohl die Fahrerweltmeisterschaft (Lewis Hamilton) als auch die Konstrukteursweltmeisterschaft (Mercedes) gewonnen. In der Folge entwickelte sich die Power Unit mit ihren verschiedenen Ausbaustufen zu einem der erfolgreichsten Triebwerke in der Formel-1-Geschichte. Bis Ende 2021 konnten durch das Mercedes-Werksteam sieben Fahrer-WM-Titel und acht Kostrukteurs-WM-Titel eingefahren werden. Auch zahlreiche Kundenteams konnten mit der Power Unit vereinzelte Erfolge erzielen.

## Technik und Entwicklung
Große Teile der Motorenkonstruktion wurden durch das Formel-1-Reglement festgelegt. So durften ab der Saison 2014 nur noch V6-Ottomotoren mit 1,6 Liter Hubraum, vier Ventilen pro Zylinder und einem Zylinderbankwinkel von 90° eingesetzt werden. Die Aufladung musste durch nur einen Turbolader erfolgen, der Ladedruck durfte maximal 3,5 bar betragen. Die Drehzahl war auf 15.000 Umdrehungen pro Minute limitiert, ebenso der maximale Kraftstoffdurchlauf mit 100 kg pro Stunde.
Im Gegensatz zu den Motoren der Konkurrenten von Renault und Ferrari hatte Mercedes zwar die Turbine an der üblichen Position hinter dem Verbrennungsmotor, den Kompressor jedoch unmittelbar vor den Motor platziert. Dieser lag damit in der Nähe der Airbox, des Lufteinlasses über dem Cockpit. Hierdurch wurde eine direkte Luftkühlung des Kompressors erreicht und der Platzbedarf für Wasserkühler in den Seitenkästen wurde reduziert. Dadurch konnten die Seitenkästen bei den Fahrzeugen mit Mercedes-Motoren kleiner und deutlich aerodynamischer gestaltet werden.
Die Leistung des Verbrennungsmotors lag laut des Aufsichtsratsvorsitzenden des Mercedes-Teams, Niki Lauda, bei rund 426 kW (580 PS). Diese Angabe erscheint jedoch sehr zurückhaltend in Anbetracht späterer Leistungen und der Angabe der Konkurrenten. Zusätzlich zum Verbrennungsmotor gehörte auch ein Energierückgewinnungssystem (ERS-H) mit zur Hybrid-Motoreneinheit, das Abwärme vom Motor über den Turbolader zur Energiegewinnung nutzte und genau wie die elektromotorische Bremse an der Hinterachse die Batterien lud. Die Abgabe der Leistung erfolgte an einen 120 kW (163 PS) starken Elektromotor. Die Leistung des Verbrenners wurde bei späteren Ausbaustufen deutlich übertroffen. Anfang 2018 sprach Andy Cowell von annähernd 1000 PS Systemleistung, also inklusive der Batterien.
Die Power Unit wurde unter dem Projektleiter Geoff Willis bei Mercedes seit 2011 von vornherein zusammen mit dem Rennwagen, in dem sie 2014 eingesetzt werden sollte, dem Mercedes F1 W05 Hybrid entwickelt. Dadurch gab es in der Premierensaison gegenüber vielen Konkurrenten kaum Probleme bei der Integration des Motors in das Auto.
| Technische Details (2014) |                                                 |
| Datenbezeichnung          | Beschreibung                                    |
| Gewicht                   | Motor: min. 145 kg inkl. Batterie (20–25 kg)    |
| Turbolader                | Einzel-Turbolader mit 3,5 bar Ladedruck         |
| Ventile                   | 4 pro Zylinder                                  |
| Zylinder                  | 90° V6                                          |
| Bohrung                   |                                                 |
| Kolbenhub                 |                                                 |
| Hubraum                   | 1,6 Liter                                       |
| Drehzahl                  | max. 15.000/min                                 |
| Kraftstoffdurchlauf       | max. 100 kg/Stunde über 10.500/min              |
| Auspuff                   | ein Austrittsrohr                               |
| Energierückgewinnung      | Energy Recovery System Leistung 120 kW (163 PS) |
| Leistung                  | Leistung: ≥ 426 kW (580 PS)                     |

## Ausbaustufen
Mercedes-Benz PU106A Hybrid war in der Premierensaison 2014 der offizielle Name des Triebwerks. In den nachfolgenden Saisons bekamen die weiteren Ausbaustufen des Motors jeweils neue Bezeichnungen. Formal bauten jedoch alle Ausbauformen auf der seit 2014 bestehenden Grundstruktur auf. Auch wurde nicht jedes Jahr ein neuer Motor entwickelt, vielmehr war die Entwicklung noch während der Saison ein fortlaufender Prozess.
Seit 2017 werden die Triebwerke eines Jahrgangs analog dem Einsatzfahrzeug des Werksteams mit fortlaufender M-Nummerierung (M für Motor) bezeichnet (bei den Fahrzeugen W für Wagen).
Datenstand: Saisonende 2024
| Saison | Rennen | Bezeichnung                     | Siege | Poles | belieferte Teams                          |
| ------ | ------ | ------------------------------- | ----- | ----- | ----------------------------------------- |
| 2014   | 19     | Mercedes-Benz PU106A Hybrid     | 16    | 19    | Mercedes, Williams, Force India, McLaren, |
| 2015   | 19     | Mercedes-Benz PU106B Hybrid     | 16    | 18    | Mercedes, Williams, Force India, Lotus    |
| 2016   | 21     | Mercedes-Benz PU106C Hybrid     | 19    | 20    | Mercedes, Williams, Force India, Manor    |
| 2017   | 20     | Mercedes-AMG M08 EQ Power+      | 12    | 15    | Mercedes, Williams, Force India           |
| 2018   | 21     | Mercedes-AMG M09 EQ Power+      | 11    | 13    | Mercedes, Williams, Force India           |
| 2019   | 21     | Mercedes-AMG M10 EQ Power+      | 15    | 10    | Mercedes, Williams, Racing Point          |
| 2020   | 17     | Mercedes-AMG M11 EQ Performance | 14    | 16    | Mercedes, Williams, Racing Point          |
| 2021   | 22     | Mercedes-AMG M12 E Performance  | 10    | 10    | Mercedes, Williams, Aston Martin, McLaren |
| 2022   | 22     | Mercedes-AMG M13 E Performance  | 1     | 1     | Mercedes, Williams, Aston Martin, McLaren |
| 2023   | 22     | Mercedes-AMG M14 E Performance  | −     | 1     | Mercedes, Williams, Aston Martin, McLaren |
| 2024   | 24     | Mercedes-AMG M15 E Performance  | 10    | 12    | Mercedes, Williams, Aston Martin, McLaren |

Das Triebwerk galt 2014 und in den folgenden Saisons, mindestens jedoch bis 2019, als die unangefochten stärkste Antriebseinheit in der Formel 1.
In den Jahren 2014 bis 2020 konnten mit den jeweiligen Ausbaustufen des PU106A Hybrid sowohl die Fahrer- als auch die Konstrukteursweltmeisterschaft gewonnen werden. In diesem Zeitraum gewannen Teams mit Mercedes-Motoren 103 der 138 gestarteten Grand Prix und starteten in 111 Rennen von der Pole-Position. 2021 konnte das Mercedes-Werksteam zum achten Mal in Folge die Konstrukteurs-WM gewinnen.
Seit der Saison 2021 treten neben dem Mercedes-Werksteam noch Williams, Aston Martin und McLaren mit den 1,6-Liter-Turbomotoren von Mercedes AMG HPP an. Infolge der Dominanz von Red Bull unter dem neuen Ground-Effect-Reglement seit 2022 gelangen in den ersten beiden Jahren zunächst nur ein Rennsieg und zwei Pole-Positions durch das Werksteam. Mit dem Erstarken des Kundenteams McLaren sowie dem Werksteam selbst in der Saison 2024 folgten jedoch weitere Erfolge.